# Ermita de la Virgen de Bueyo
La ermita de la Virgen de Bueyo' es un templo románico situada en la localidad de Albelda de Iregua, en la La Rioja, España.

## Características generales
La ermita de la Virgen de Bueyo es un templo románico fue levantada en el siglo XII. Ubicada en el camino de Bueyo, cerca del pueblo.
Es una obra de sillería de planta, con una ventana en la parte central. Conserva su ábside rómanico, con cornisa de tejaroz abilletada y canes de nacela, una reliquia artística en el Valle del Iregua. Cuenta con una nave moderna que costeó en 1943 D.Daniel Trevijano. La reconstrucción fue acabada en 1944 y al mando estuvo Gonzalo Cadarso. Las obras realizadas por el párroco Tomás Ramírez en el año 1976 contribuyeron a descubrir y realzar la belleza de la ermita, una vez pintada y retirado el altar que ocultaba el ábside.